# نظریه اعداد

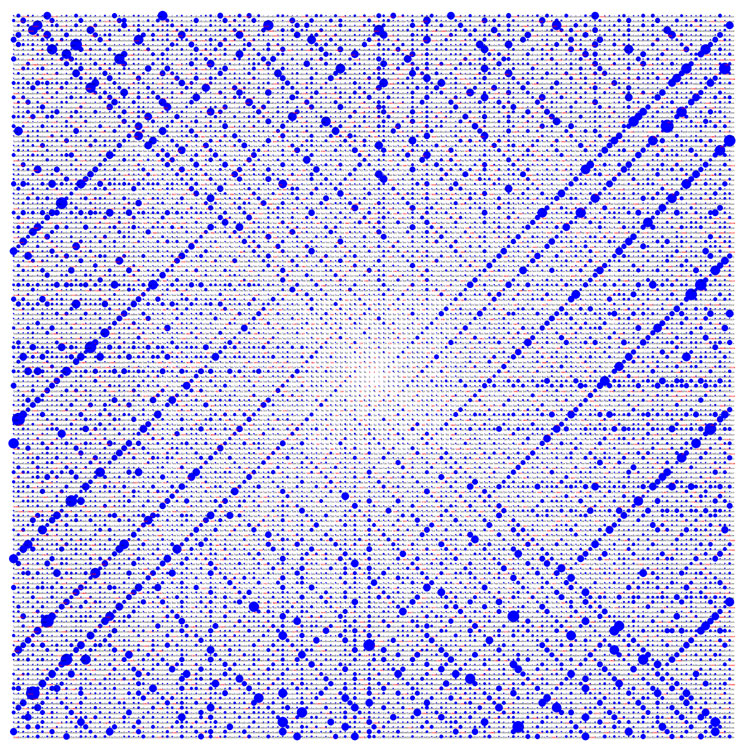
تجزیه اعداد صحیح به عوامل اول‌شان، نقطه مرکزی مطالعات در نظریه اعداد است که می‌توان آن را به کمک این نوع از مارپیچ اولمان (مارپیچ اعداد اول) به تصویر کشید. نظریه اعداد به دنبال فهم خصوصیات دستگاه اعداد صحیح، با وجود پیچیدگی‌های آشکارش است.

نظریه اعداد (در گذشته به آن حساب یا حساب پیشرفته می‌گفتند) شاخه‌ای از ریاضیات محض است که خود را عمدتاً وقف مطالعهٔ اعداد صحیح نموده‌است. به گفته کارل گاوس «ریاضیات ملکهٔ علوم است، و نظریهٔ اعداد ملکه ریاضیات.» نظریه اعداد دانان به مطالعه اعداد اول و همچنین خواص اشیائی که از اعداد ساخته می‌شوند می‌پردازند، (به عنوان مثال اعداد گویا) یا تعمیم‌هایی از اعداد تعریف می‌کنند (مثل اعداد صحیح جبری).
اعداد صحیح را می‌توان به خودی یا به عنوان جواب معادلات (در هندسه سیاله‌ای) در نظر گرفت. سوالات حوزهٔ نظریه اعداد اغلب از طریق مطالعه بر روی اشیاء تحلیلی (به عنوان مثال تابع زتای ریمان) بهتر فهمیده می‌شوند. می‌توان اعداد حقیقی را با کمک اعداد گویا مطالعه کرد، به عنوان مثال با تقریب زدن به کمک اعداد گویا (تقریب سیاله‌ای).
اصطلاح قدیمی برای نظریه اعداد، حساب بود. اوایل سده بیستم، عبارت «نظریه اعداد» جایگزین آن شد. (واژه «حساب» نزد عوام به عنوان «محاسبات مقدماتی» پنداشته می‌شود. همچنین این اصطلاح در منطق ریاضیات به معنای حساب پئانو و در علوم رایانه به معنای حساب ممیز شناور می‌باشد) استفاده از اصطلاح حساب برای نظریه اعداد در نیمه دوم سده بیستم رواج پیدا کرد، ادعا می‌شود که ترویج آن تحت تأثیر فرانسوی‌ها بوده‌است. به‌خصوص، اصطلاح حسابی به عنوان یک صفت نسبت به نظریه اعدادی ترجیح داده می‌شود.

## تاریخچه

### منشأ پیدایش

#### طلوع حساب

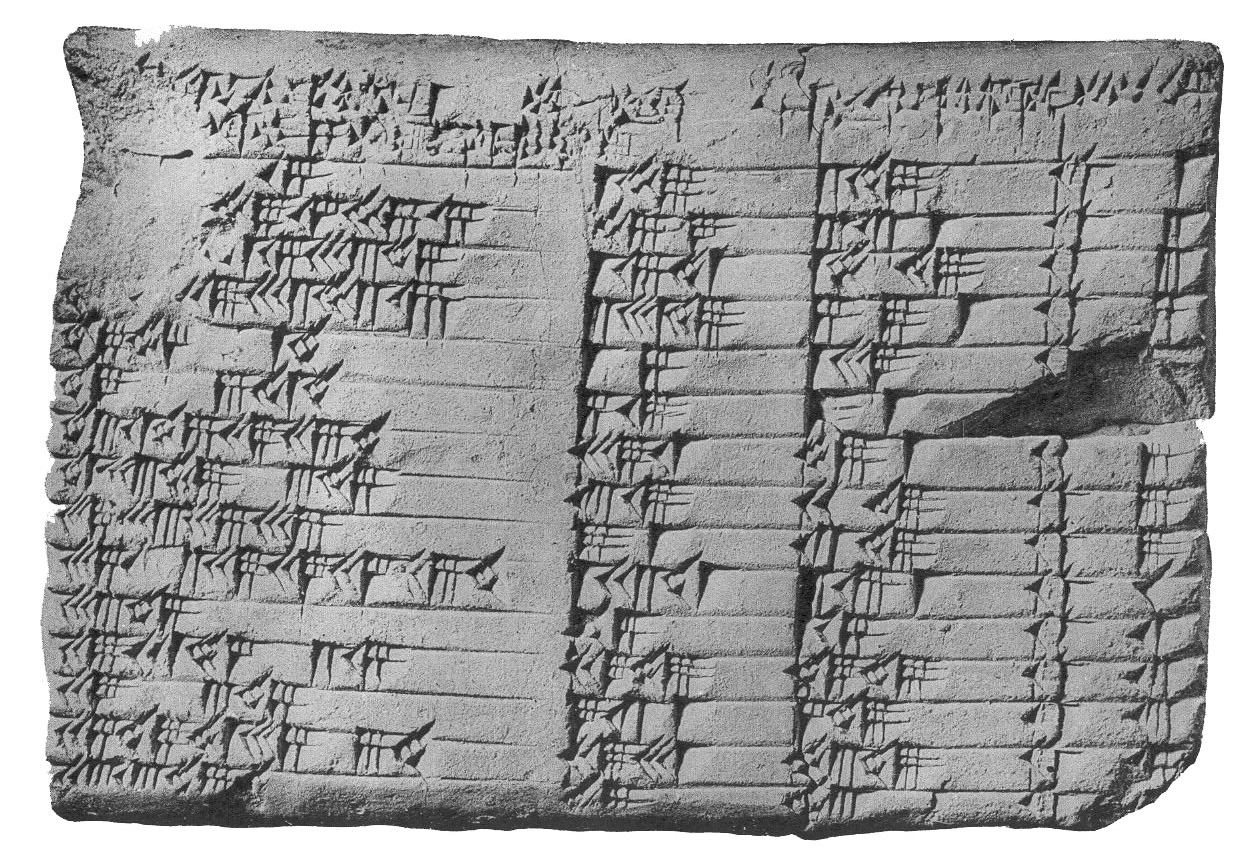
لوح پلیمپتون ۳۲۲

قدیمی‌ترین یافته‌هایی که ماهیت حساب دارند، تکه‌ای از لوح پلیمپتون ۳۲۲ است (لارسا، میانرودان، حدود ۱۸۰۰ پیش از میلاد)، که شامل فهرستی از «سه‌تایی‌های فیثاغورثی» می‌باشد، یعنی اعداد صحیح {\displaystyle (a,b,c)}، چنان‌که {\displaystyle a^{2}+b^{2}=c^{2}}. این سه‌تایی‌ها، بسیار زیاد و بزرگ اند، به گونه ای که تصور یافته شدنشان به روش بروت فورس (یا اثبات با افنا، با روش افنا اشتباه نشود) برای آن دوره سخت است. این لوح چنین عنوانی دارد: «تاکیلتوم قطری، که از عرض کم شده …»
طرح لوح نشان می‌دهد که به این لوح به زبان مدرن به این فرمول اشاره کرده:
{\displaystyle \left({\frac {1}{2}}\left(x-{\frac {1}{x}}\right)\right)^{2}+1=\left({\frac {1}{2}}\left(x+{\frac {1}{x}}\right)\right)^{2},}
که به‌طور ضمنی در تمارین بابلیان باستان آورده شده. اگر از روش دیگری استفاده می‌شد، سه تایی‌ها ابتدا ساخته شده و سپس برحسب {\displaystyle c/a} مرتب می‌شدند، تا احتمالاً در کاربردهای عملی به عنوان «جدول» مورد استفاده قرار گیرند.

## نظریه مقدماتی اعداد
در نظریه مقدماتی اعداد، اعداد صحیح را بی استفاده از روش‌های به‌کار رفته در سایر شاخه‌های ریاضی بررسی می‌کنند. مسائل بخش پذیری، الگوریتم اقلیدس برای محاسبه بزرگ‌ترین مقسوم‌علیه مشترک (ب.م. م)، تجزیه اعداد به اعداد اول، جستجوی عدد کامل (به انگلیسی: perfect number) و همنهشتی‌ها در این رده هستند. برخی از یافته‌های مهم این رشته قضیه کوچک فرما، قضیه اعداد اول و قضیه اویلر، قضیه باقیمانده چینی و قانون تقابل درجه دوم هستند. خواص توابع ضربی مانند تابع موبیوس و تابع φ اویلر و دنباله اعداد صحیح و فاکتوریل‌ها و اعداد فیبوناچی در همین حوزه قرار دارند.
حل بسیاری از مسائل در نظریه مقدماتی اعداد برخلاف ظاهر ساده آن‌ها نیازمند کوشش بسیار و به‌کار گرفتن روش‌های نوین است. چند نمونه:
- حدس گلدباخ در مورد نمایش اعداد زوج به صورت جمع دو عدد اول،
- حدس کاتالان در مورد توانهای متوالی از اعداد صحیح،
- حدس اعداد اول تؤامان در مورد بی‌نهایت بودن زوج‌های اعداد اول،
- حدس کولاتز در مورد تکرار ساده،
- حدس اعداد اول مرسن در مورد بینهایت بودن اعداد اول مرسن و …

همچنین ثابت شده که نظریه معادلات دیوفانتی تعمیم‌ناپذیر است (به مسئله دهم هیلبرت مراجعه کنید).

## نظریه تحلیلی اعداد
در نظریه تحلیلی اعداد از حسابان و آنالیز مختلط برای بررسی سؤالاتی در مورد اعداد صحیح استفاده می‌شود. مثال‌هایی در این مورد قضیه اعداد اول و حدس ریمان هستند. مسئله وارینگ (یعنی نمایش هر عدد صحیح به صورت جمع چند مربع یا مکعب)، حدس اعداد اول تؤامان (یافتن بینهایت عدد اول با اختلاف ۲)، و حدس گلدباخ (نمایش هر عدد زوج به‌صورت مجموع دو عدد اول) نیز با روش‌های تحلیلی مورد حمله قرار گرفته‌اند. اثبات متعالی (ترافرازنده) بودن ثابت‌های ریاضی مانند π و e نیز در بخش نظریه تحلیلی اعداد قرار دارند. اگرچه حکم‌هایی در مورد اعداد ترافرازنده خارج از محدوده مطالعات اعداد صحیح به نظر می‌آید، در واقع مقادیر ممکن برای چندجمله‌ای‌ها با ضریب‌های صحیح مانند e را بررسی می‌کنند. همچنین این‌گونه مسائل با مبحث تقریب دیوفانتین نیز ارتباط نزدیک دارند که موضوع آن این است که چگونه می‌توان یک عدد حقیقی داده شده را با یک عدد گویا تقریب زد؟

## نظریه جبری اعداد
در نظریه جبری اعداد، مفهوم عدد به اعداد جبری، که همان ریشه‌های چندجمله‌ای‌هایی با ضریب گویا هستند، گسترش می‌یابد. در این حوزه اعدادی مشابه اعداد صحیح با نام اعداد صحیح جبری وجود دارد. در این عرصه لازم نیست ویژگی‌های آشنای اعداد صحیح (مانند تجزیه یگانه) برقرار باشد. مزیت روش‌های استفاده شده در این رشته (مثل نظریه گالوا، میدان همانستگی (به انگلیسی: field cohomology)، نظریه رده میدان (به انگلیسی: class field theory)، نمایش‌های گروه‌ها و توابع-L) این است که برای این رده از اعداد، نظم را تا حدودی تأمین می‌کند.

## نظریه هندسی اعداد
نظریه هندسی اعداد (که قبلاً به آن هندسه اعداد می‌گفتند) جنبه‌هایی از هندسه را به نظریه اعداد پیوند می‌دهد؛ و از قضیه مینکوفسکی در ارتباط با نقاط توری در مجموعه‌های محدب و تحقیق در مورد چپاندن کره‌ها (به انگلیسی: sphere packings) در فضای Rn شروع می‌شود.

## نظریه ترکیبیاتی اعداد
نظریه ترکیبیاتی اعداد به مسائلی در نظریه اعداد می‌پردازد که با روش‌های ترکیبیاتی بررسی می‌شوند. پل اردوش بنیان‌گذار اصلی این شاخه از نظریه اعداد بود. الگوریتم‌های سریع برای امتحان اعداد اول و تجزیه اعداد صحیح در رمزنگاری کاربردهای مهمی دارند.

## ارجاعات
1. ↑  Long 1972, p. 1.
2. ↑  (Neugebauer & Sachs 1945، ص. 40). The term takiltum is problematic. Robson prefers the rendering "The holding-square of the diagonal from which 1 is torn out, so that the short side comes up...".(Robson 2001، ص. 192)
3. ↑  (Robson 2001، ص. 189). Other sources give the modern formula {\displaystyle (p^{2}-q^{2},2pq,p^{2}+q^{2})}. Van der Waerden gives both the modern formula and what amounts to the form preferred by Robson.(van der Waerden 1961, p. 79)
4. ↑  van der Waerden 1961, p. 184.
5. ↑  Neugebauer (Neugebauer 1969, pp. 36–40) discusses the table in detail and mentions in passing Euclid's method in modern notation (Neugebauer 1969, p. 39).